# Canavalia ensiformis
Canavalia ensiformis är en ärtväxtart som först beskrevs av Carl von Linné, och fick sitt nu gällande namn av Dc. Canavalia ensiformis ingår i släktet Canavalia och familjen ärtväxter. Inga underarter finns listade i Catalogue of Life.

## Bildgalleri

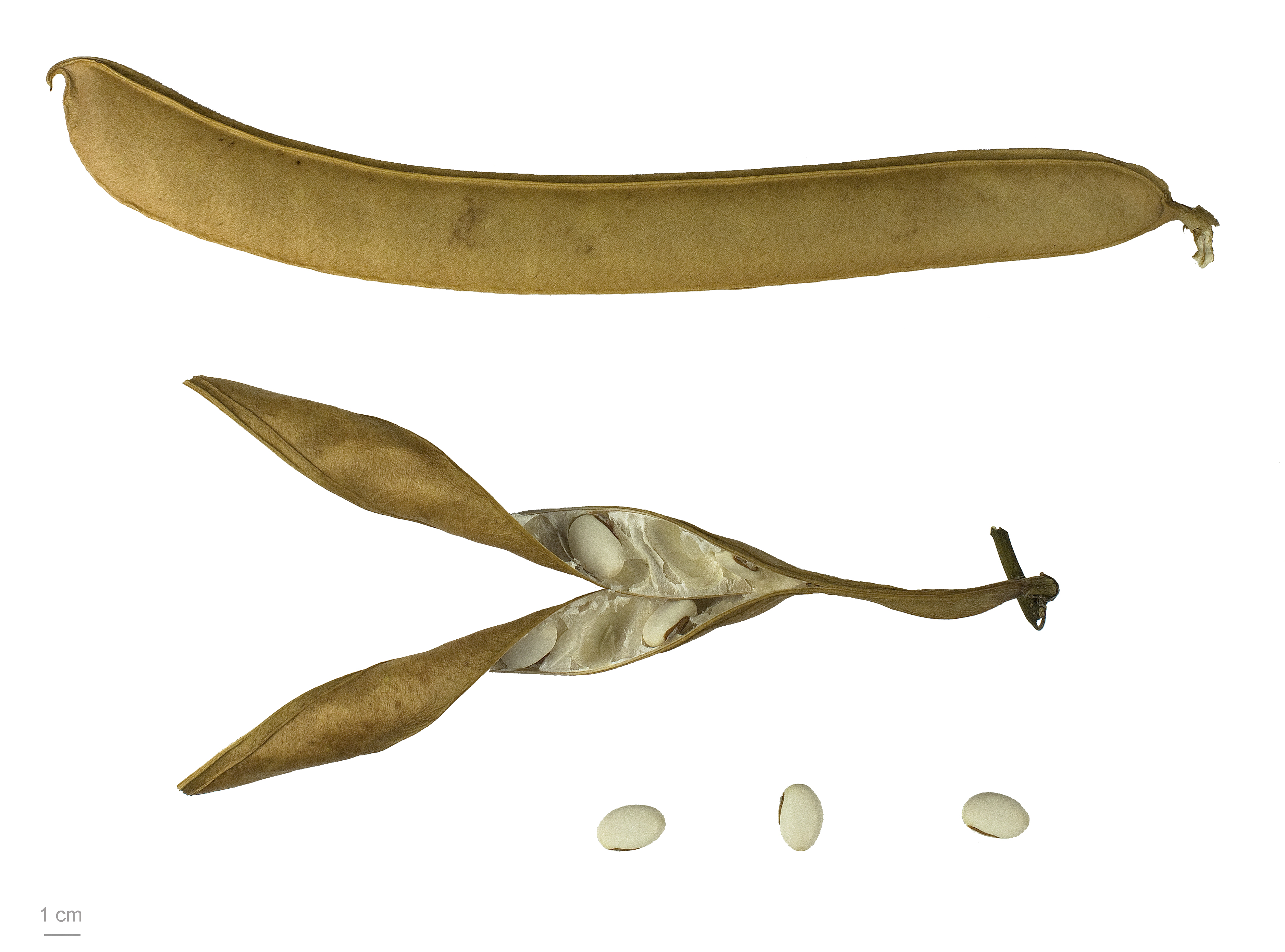